# Жињи (Јон)
Жињи (фр. Gigny) насеље је и општина у источном делу централне Француске у региону Бургоња, у департману Јон која припада префектури Авалон.
По подацима из 2011. године у општини је живело 93 становника, а густина насељености је износила 8,64 становника/km². Општина се простире на површини од 10,77 km². Налази се на средњој надморској висини од 230 метара (максималној 305 m, а минималној 207 m).

## Демографија
| 1962. | 1968. | 1975. | 1982. | 1990. | 1999. | 2011. |
| ----- | ----- | ----- | ----- | ----- | ----- | ----- |
| 149   | 166   | 148   | 113   | 102   | 91    | 93    |

График промене броја становника у току последњих година